# Munitionsschlepper für Karl-Gerät
Munitionsschlepper für Karl-Gerät – niemiecki transporter amunicyjny na podwoziu czołgu Panzerkampfwagen IV używany do transportu i przeładunku pocisków do moździerzy Karl Gerät.

## Historia
Ogromny rozmiar pocisków do moździerzy Karl Gerät, każdy ważył około dwóch ton, wymagał specjalnego pojazdu do ich transportu i przeładunku. Na transportery amunicji dla tych wielkich moździerzy przebudowana została pewna ilość czołgów Panzerkampfwagen IV, nowych i poremontowych. Każdy z nich mógł przewozić tylko cztery pociski w specjalnym zasobniku w tylnej części kadłuba. Do ładowania i wyładunku pocisków używano dźwigu produkcji firmy Demag, napędzanego za pomocą mechanizmu, który w czołgu Pz.Kpfw.IV odpowiadał za obrót wieży. Był on zainstalowany w przybliżeniu w miejscu, które w pojazdach bojowych zajmował przedział radiooperatora. Na transportery amunicji przebudowywano pojazdy w wersji Ausf.D, E i F. Pojazdy te były przydzielane do jednostek moździerzy Karl Gerät.